# Palais d'Ardachir
Le palais d'Ardachir Babakan, ou palais d'Ardéchir (en persan : دژ اردشير پاپکان), est un château situé à deux kilomètres au Nord de l'ancienne cité de Gor, aujourd'hui vieille ville de Firouzabad, dans la province de Fars (Iran). Il est construit en 224 par le roi Ardachir Ier, fondateur de la dynastie iranienne des Sassanides.

## Description

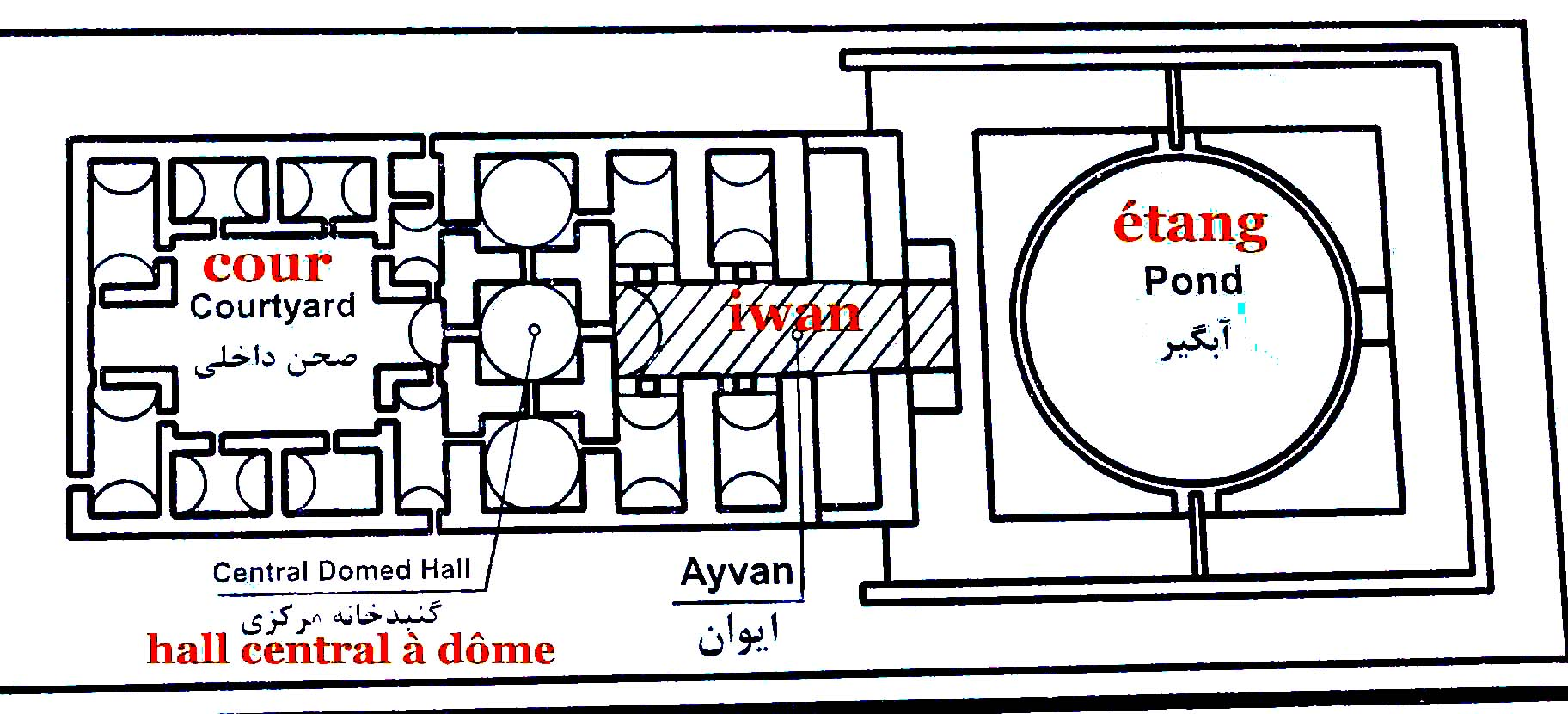
Plan sur panneau d'information du palais d'Ardachir (iwan)

Le palais comprend un iwan, entrée actuelle du palais, plusieurs salles voûtées et trois salles sous coupole. On y trouve le plus ancien exemple de coupole sur trompe encore debout, une technique qui permet le passage du plan carré au sol au plan circulaire de la coupole. Les murs sont construits en moellons maçonnés au mortier de gypse, parfois recouverts d'enduit.

## Temps modernes

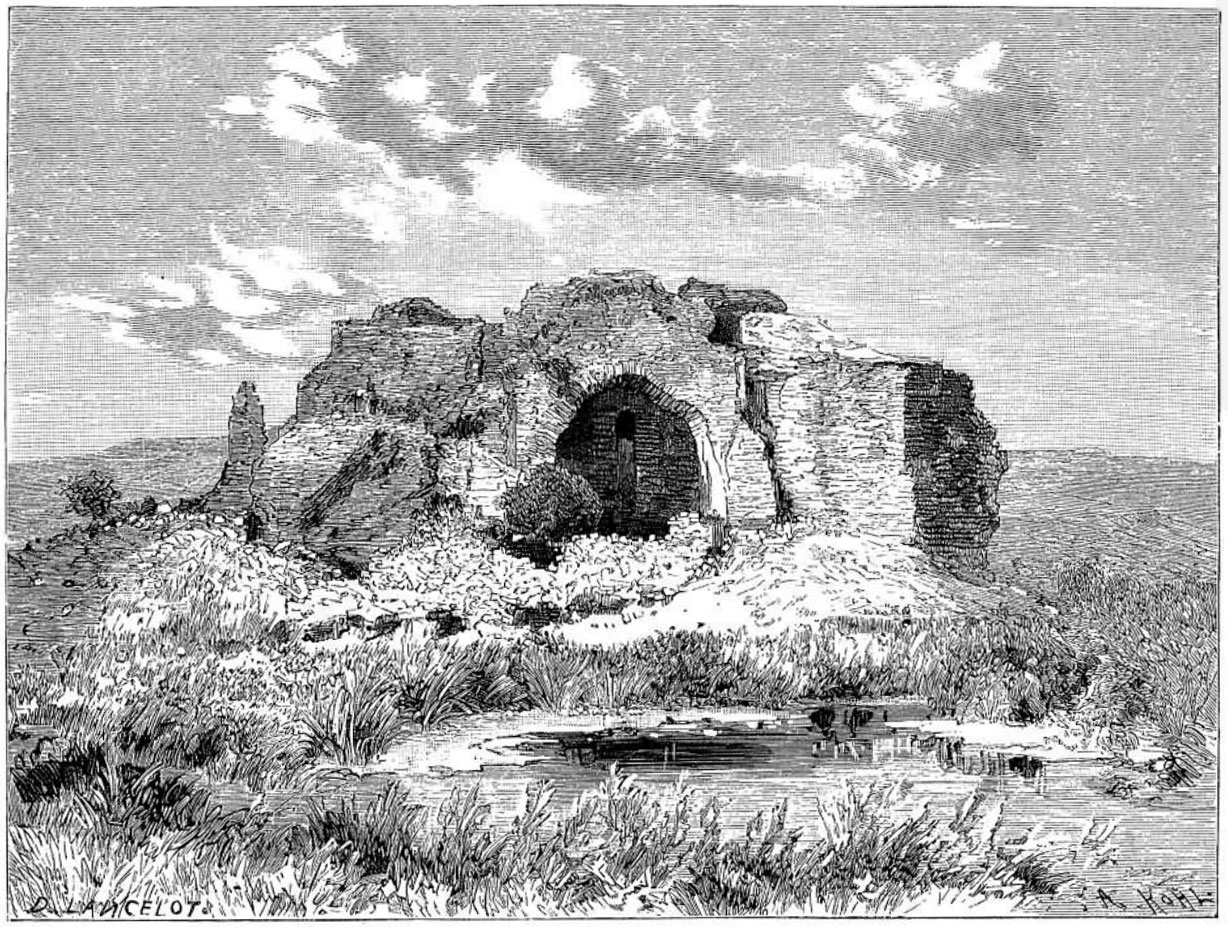
Vue du palais dans La Perse, la Chaldée et la Susiane, 1887.

L'archéologue française Jane Dieulafoy se rend au palais avec son mari, Marcel-Auguste Dieulafoy, et le décrit dans La Perse, la Chaldée et la Susiane.
L'écrivain Robert Byron visite le site en février 1934 et raconte son expérience dans le carnet de voyage Route d'Oxiane.
En 1997, l'Organisation de l'héritage culturel d'Iran a inscrit le palais d'Ardachir, et plus généralement l'ensemble des sites autour de Firouzabad, sur la liste indicative des biens qu'elle considère comme étant un patrimoine culturel susceptible d'inscription sur la liste du patrimoine mondial de l'UNESCO.
Le monument fait partie du site « Paysage archéologique sassanide de la région du Fars », inscrit au patrimoine mondial de l'UNESCO en 2018.

## Galerie

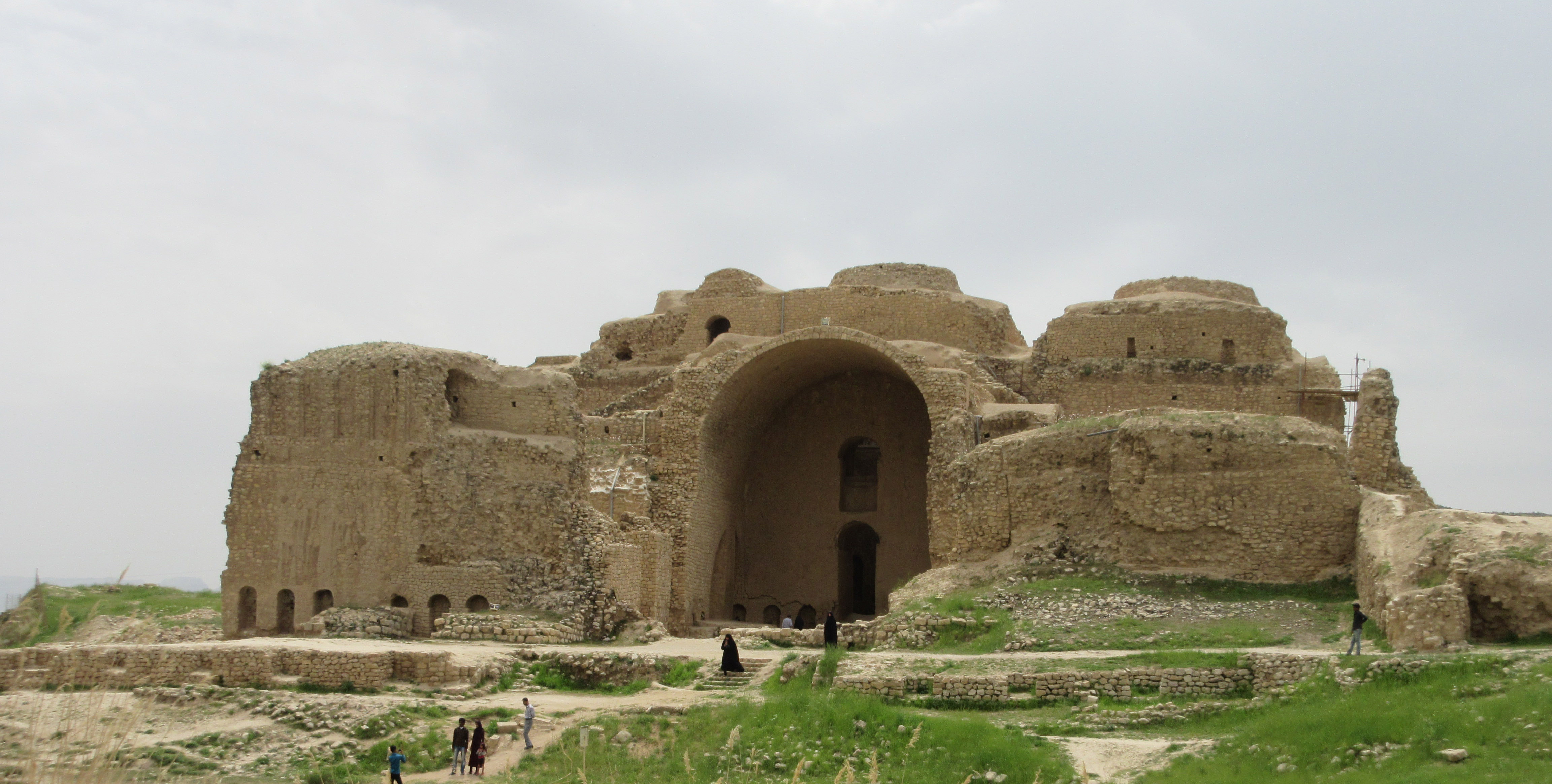
Palais d'Ardachir : vue des coupoles et de l'iwan.
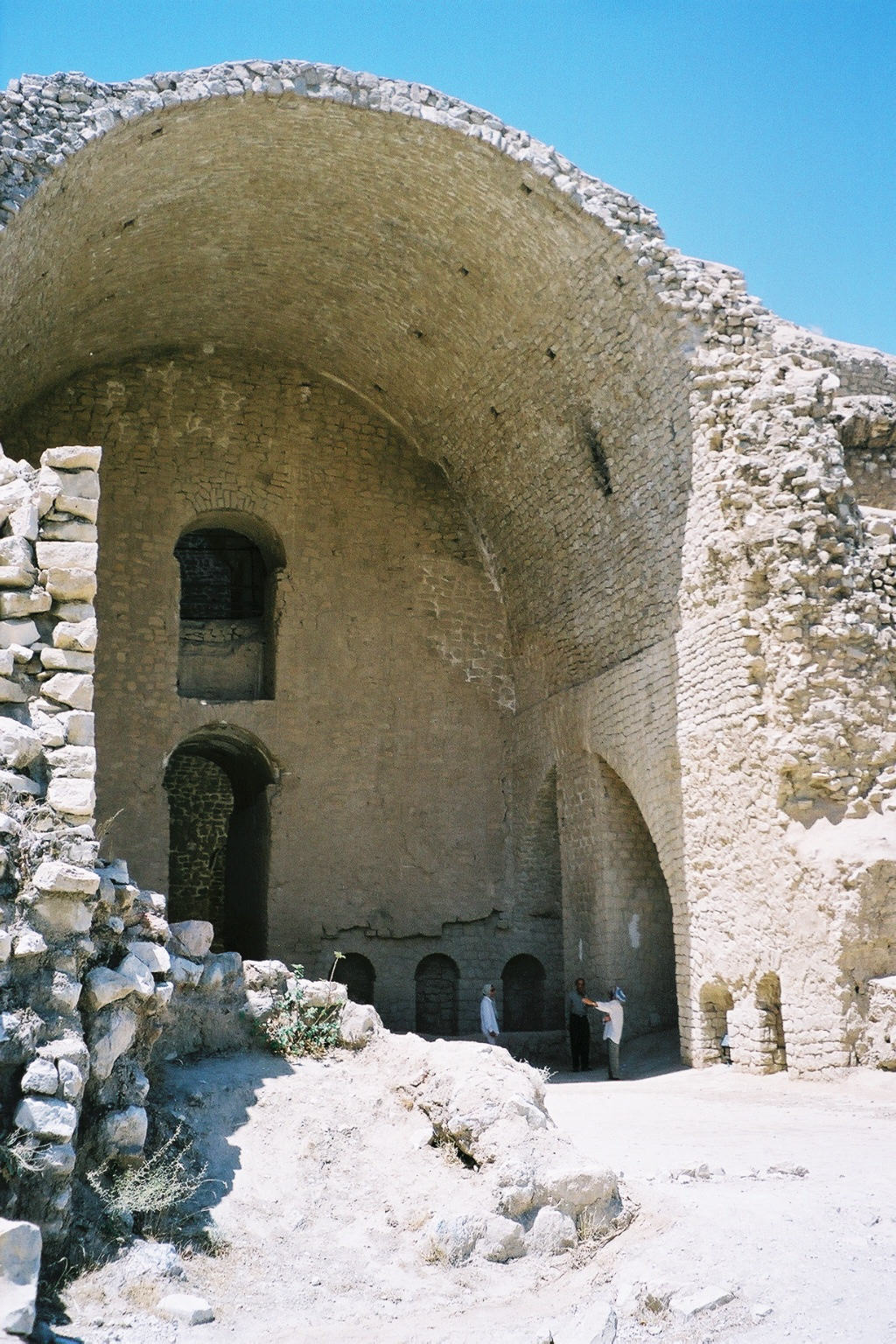
L'iwan.
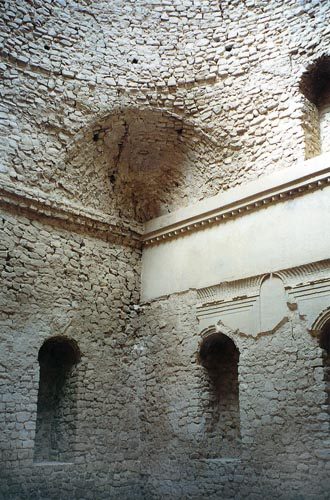
Une trompe à l'intérieur du palais.
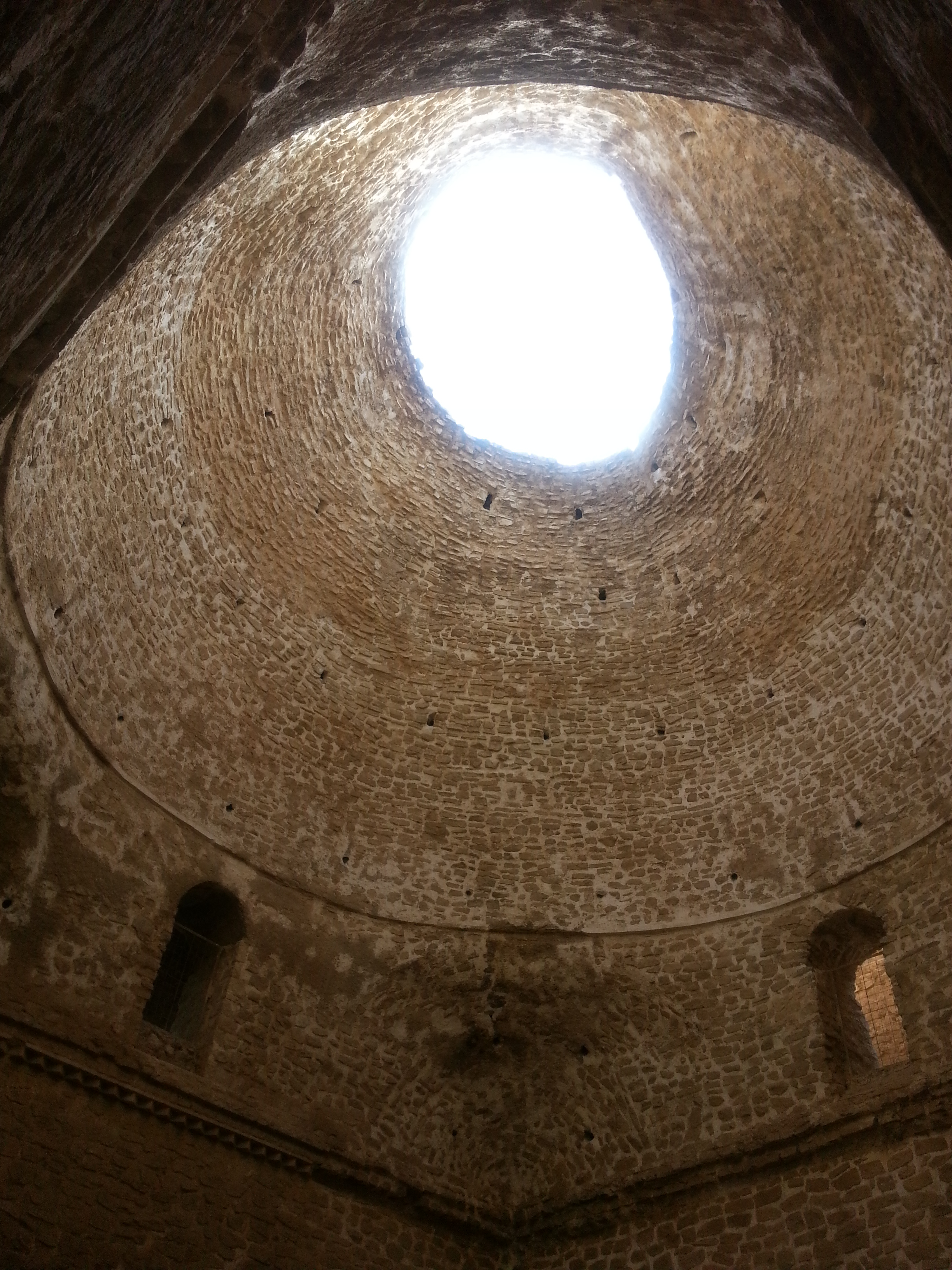
Coupole vue de l'intérieur.